# Bobby Brown (ski acrobatique)
Pour les articles homonymes, voir Bobby Brown et Brown.
Bobby Brown, né le 5 juin 1991 à Englewood (Colorado) est un skieur acrobatique américain spécialiste du slopestyle. Il est trois fois vainqueur aux Winter X Games d'Aspen.
Brown est le premier skieur à réussir un triple cork 1440.

## Palmarès

### Jeux olympiques
- JO de Sotchi 2014 : 9e en slopestyle

### Winter X Games
En 2010, Bobby Brown remporte deux médailles d'or en slopstyle et en big air, est devient à gagner deux épreuves aux mêmes Winter X Games. En 2012, il s'impose de nouveau à Aspen dans le big air.

### Coupe du monde
- 1 podium dont 1 victoire.

#### Détails des victoires
| Édition / Épreuve | Half-pipe    |
| 2014              | Breckenridge |

### Autres
En 2010, il est médaillé d'or aux Championnats du monde juniors à Snow Park en Nouvelle-Zélande. En 2011, il domine le classement général du Dew Tour.